# Mark Ricketson
Mark Andrew Ricketson (* 1986) ist ein US-amerikanisches Model und Schauspieler.

## Leben
Als Model warb Ricketson unter anderen für Duschseife von Dial oder für Porsche. Mitte der 2010er begann er durch Episodenrollen in Fernsehserien wie Sketch Juice und Last Week Tonight with John Oliver seine Karriere als Schauspieler. 2016 wirkte er in den Kurzfilmen Neil Patrick and Harris. The Chronicles of Conjoined Triplets und Teapot mit. 2019 folgte eine Rolle im Kurzfilm The Forbidden Fruit. 2022 stellte er im Film Fatal Memory die Nebenrolle des Hunk dar. Im selben Jahr verkörperte er mit der Rolle des Dr. Cliff Ryan eine der Hauptrollen im Science-Fiction-Film Battle for Pandora.

## Filmografie (Auswahl)
- 2014: Sketch Juice (Fernsehserie, Episode 1x02)
- 2015: Last Week Tonight with John Oliver (Fernsehserie, Episode 2x16)
- 2016: Neil Patrick and Harris. The Chronicles of Conjoined Triplets (Kurzfilm)
- 2016: Teapot (Kurzfilm)
- 2019: The Forbidden Fruit (Kurzfilm)
- 2022: Fatal Memory
- 2022: Battle for Pandora